# 圣日耳曼德维布拉克
圣日耳曼-德维布拉克（法語：Saint-Germain-de-Vibrac，法語發音：[sɛ̃ ʒɛʁmɛ̃ də vibʁak]）是法国滨海夏朗德省的一个市镇，属于容扎克区。

## 地理
圣日耳曼-德维布拉克（45°25'31"N, 0°19'25"W）面积7.17 平方千米，位于法国新阿基坦大区滨海夏朗德省，该省份为法国西部滨海省份，北起旺代省，西临大西洋，南至吉倫特省，东南接多爾多涅省，东北接德塞夫勒省接壤，东临夏朗德省。
与圣日耳曼-德维布拉克接壤的市镇（或旧市镇、城区）包括：尚帕尼亚克、默村、莫尔捷、圣西耶香槟、圣迈格兰、圣梅达尔。
圣日耳曼-德维布拉克的时区为UTC+01:00、UTC+02:00（夏令时）。

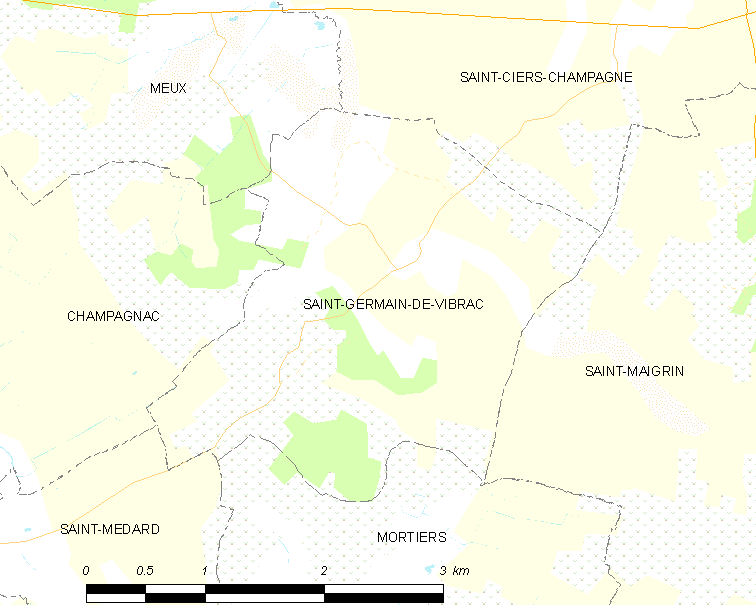
圣日耳曼-德维布拉克的OSM定位图

## 行政
圣日耳曼-德维布拉克的邮政编码为17500，INSEE市镇编码为17341。

## 政治
圣日耳曼-德维布拉克所属的省级选区为容扎克县。

## 人口

1962-2008年间圣日耳曼-德维布拉克人口变化图示

圣日耳曼-德维布拉克于2022年1月1日时的人口数量为186人。